# Kevin Bonavia
Kevin Bonavia (né en 1977/1978) est un homme politique du parti travailliste britannique qui siège comme député pour Stevenage depuis 2024.

## Jeunesse
Bonavia est né d'un père maltais et d'une mère écossaise. Il passe sa petite enfance à Rabat, à Malte, avant de s'installer en Angleterre à l'âge de huit ans. Il fréquente le collège privé Eltham grâce à une bourse. Il est diplômé de l'Université de Birmingham avec un baccalauréat ès arts (BA) en histoire et obtient un diplôme de troisième cycle à l'Université de droit. Avant d'entrer en politique, il travaille comme avocat plaidant et chez Steel & Shamash, où il représente le Parti travailliste, les députés et les conseillers sur un large éventail de questions, notamment en conseillant les candidats sur les questions de droit électoral pendant la campagne électorale générale de 2005.
Il est responsable de la jeunesse dans les partis travaillistes des circonscriptions de Birmingham Edgbaston, Greenwich & Woolwich et Lewisham East.
En 2004-2005, Bonavia est président des Jeunes Fabiens, une société socialiste affiliée au Parti travailliste (Royaume-Uni).

## Carrière politique
Bonavia devient conseiller du quartier de Blackheath au sein du Lewisham London Borough Council en 2010 et estréélu en 2014 et 2018 et ne se représente pas en 2022. En 2014, il devient membre du Cabinet des Ressources au sein du Conseil. De 2018 à 2022, il occupe le poste de membre du Cabinet chargé de la démocratie, des réfugiés et de la responsabilité.
Le 30 juin 2016, Bonavia est l’un des 600 conseillers travaillistes qui signent une déclaration publique appelant Jeremy Corbyn à démissionner de son poste de chef du parti et à « laisser la place à la nouvelle direction ». Le 19 août 2016, Bonavia est l'un des 1 000 conseillers travaillistes qui signent une lettre annonçant et expliquant pourquoi ils soutiennent Owen Smith plutôt que Jeremy Corbyn lors des élections à la direction du parti travailliste de 2016.
En 2010, Bonavia se présente comme candidat travailliste pour la circonscription de Rochford & Southend East, dans l'Essex, où il arrive en deuxième place avec 20,3 % des voix, soit une baisse de 11,3 %. En 2019, Bonavia se présente comme candidat travailliste pour la circonscription de Clacton dans l'Essex, remportant 15,5 % des voix, soit une baisse de 9,9 %. En 2024, il se présente avec succès dans la circonscription de Stevenage dans le Hertfordshire, remportant 41,4 % des voix, soit une augmentation de 6,2 %.